# EA Gothenburg
EA Gothenburg (anteriormente Ghost Games) es un desarrollador de videojuegos sueco propiedad de Electronic Arts (EA). También hay dos estudios además del estudio principal en Suecia; Uno en el Reino Unido y otro en Rumania. El estudio se centraba en desarrollar videojuegos de la franquicia Need for Speed con el motor de juego Frostbite 3. Un 80% del personal del desarrollador británico Criterion Games (que han producido títulos previos de Need for Speed y ayudado a Ghost en el desarrollo de  Need for Speed Rivals) se trasladaron a EA Gothenburg para ayudar a mejorar el estudio.

## Historia
EA ya había formado el estudio en 2011, EA Gothenburg. Con sede en Gothenburg, Suecia, se informó de que el estudio se centraría en el desarrollo de juegos con el motor de juego Frostbite. También se informó de que el estudio estaba desarrollando un juego  "en la franquicia Need For Speed ". De acuerdo con los currículos de los empleados, gran parte del personal del estudio había trabajado anteriormente en los principales títulos de carreras, incluyendo Forza Horizon, Need for Speed: The Run, Project Gotham Racing y Race Pro.
En 22 de octubre de 2012, el desarrollador principal de la serie, Criterion Games, confirmó que EA Gothenburg estaba trabajando en un título de la franquicia Need for Speed, pero no reveló el nivel de participación o cuando el título sería lanzado.
El 15 de noviembre de 2012, EA Gothenburg fue renombrado como Ghost Games. El sitio web de Ghost se puso en marcha al mismo tiempo y pidió personal  para solicitar una serie de posiciones abiertas. Ghost está dirigido por el exproductor ejecutivo de DICE, Marcus Nilsson, quien anteriormente lideró el desarrollo de juegos como Battlefield 2: Modern Combat, Battlefield 2142 y Shift 2: Unleashed.
El 23 de mayo de 2013, EA confirmó el próximo juego de Need for Speed, Rivals, con un teaser trailer, después de que el material de marketing se mostrase días antes. También se confirmó que  Rivals estaba en las obras del desarrollador de juegos suecos de EA, Ghost Games, en colaboración con Criterion Games. Además, Ghost Games será el desarrollador principal de todas las entregas futuras en la franquicia Need for Speed a partir de 2013.
El 1 de febrero de 2014, varias fuentes confirmaron que se habían producido despidos en el estudio Ghost Games UK  (ex-Criterion Games) - la rama británica de Ghost Games . Las mismas fuentes también confirmaron que un título sin anunciar de Need for Speed había sido puesto en espera. Los desarrolladores que trabajaban con el estudio bajo contrato se dejaron ir inmediatamente, mientras que a los empleados a tiempo completo se les dijo que tomaran el pago de la separación y dejaran la compañía, o se unieran al equipo que trabajaba en Battlefield Hardline de Visceral Games, que sería lanzado el año siguiente. En 2014, Andrew Wilson, CEO de Electronic Arts, anunció que no habría un nuevo juego de Need for Speed ese año, lo que lo convierte en el primer año desde 2001 en que un juego de Need for Speed no fue lanzado. El siguiente Need for Speed desarrollado por Ghost es un reboot de la franquicia, que recibió revisiones mixtas tras el lanzamiento.
En enero de 2016, Ghost Games comenzó el desarrollo de un nuevo juego de la saga Need for Speed. Electronic Arts confirmó posteriormente en su convocatoria de beneficios de enero de 2017 que este nuevo juego sería lanzado durante el próximo año fiscal de EA, comprendido desde abril de 2017 hasta marzo de 2018. Finalmente, el 2 de junio de 2017 EA y Ghost Games anunciaron Need for Speed Payback con una fecha de lanzamiento para noviembre de ese año.
El 14 de agosto de 2019, se anunció un nuevo título para la franquicia de carreras callejeras llamado Need for Speed Heat, con una fecha de salida para el 8 noviembre del mismo año.
El 12 de febrero de 2020, EA anunció que Ghost Games dejara de desarrollar Need For Speed y que pasara a manos de Criterion Games.

## Juegos desarrollados
| Año  | Videojuego             | Plataforma                                                                                           | Notas                                           |
| ---- | ---------------------- | --- | ----------------------------------------------- |
| 2013 | Need for Speed Rivals  | Microsoft Windows, PlayStation 3, PlayStation 4, PlayStation 5 Xbox 360, Xbox One, Xbox Series S y X | Trabajo adicional realizado por Criterion Games |
| 2015 | Need for Speed         | Microsoft Windows, PlayStation 4, Xbox One                                                           | Reinicio de la Franquicia                       |
| 2017 | Need for Speed Payback | Microsoft Windows, PlayStation 4, Xbox One                                                           |                                                 |
| 2019 | Need for Speed Heat    | Microsoft Windows, PlayStation 4, Xbox One                                                           |                                                 |